# 알케밀라
알케밀라(학명: Alchemilla vulgaris 알케밀라 불가리스[*])는 장미과의 여러해살이 초본식물이다. 원산지는 유럽 및 알타이산맥, 히말라야산맥, 캄차카반도 등지이다.